# Lech Gwit
Lech Gwit (ur. w 1937 lub 5 lipca 1938 w Bydgoszczy zm. 22 września 2021 w Starej Rudnicy) – polski aktor teatralny i filmowy.

## Film
Jest znany z ról u Jana Jakuba Kolskiego w „Jańcio Wodniku”, „Pograbku”, „Pogrzebie kartofla”, „Grającym z talerza”, u Andrzeja Wajdy w „Pannie Nikt”, u Wojciecha Marczewskiego w „Ucieczce z kina „Wolność”, u Feliksa Falka w „Komorniku” oraz w serialach: „Boża podszewka”, „Pierwsza Miłość”, „Plebania”, „Na kłopoty Bednarski”.
Był laureatem wielu festiwali teatralnych m.in. Ogólnopolskiego Festiwalu Teatrów Jednego Aktora, Wrocławskiego Towarzystwa Przyjaciół Teatru, Festiwalu Dwóch Teatrów w Sopocie.
Zmarł 22 września 2021 w wieku 83 lat. 1 października został pochowany na cmentarzu parafialnym w miejscowości Włóki niedaleko Bydgoszczy.

## Teatr
Wykształcenie zdobył w 1961 roku przy Teatrze Groteska w Krakowie.
W swojej karierze zagrał w ponad 100 sztuk teatralnych. Był aktorem teatrów:

- Teatru Lalek we Wrocławiu (1962),
- Teatru im. Wojciecha Bogusławskiego w Kaliszu (1976–1977),
- Teatru Śląskiego w Katowicach (1977),
- Teatru im. Stefana Jaracza w Olsztynie (1978–1984),
- Teatru im. Wilama Horzycy w Toruniu (1984–1985),
- Teatru Współczesnego we Wrocławiu (1985–1986 i 1990–1993, 2003),
- Teatru Polskiego w Bydgoszczy (1986–1987),
- Teatru Nowego w Łodzi (1988–1990),
- Teatru Dramatycznego w Legnicy (1991, 1993),
- Teatru Lubuskiego w Zielonej Górze (1999–2000),
- Teatru Polskiego w Poznaniu (1999),
- Teatru Muzycznego w Gliwicach (2001),
- Teatru Lalek w Olsztynie od 2001,
- Mojego Teatru w Poznaniu od 2011 roku[8],

## Filmografia
Filmy fabularne kinowe i telewizyjne
- 2008: Jeszcze nie wieczór jako Henryk
- 2005: Komornik jako Kołodziejski
- 2004: Piekło niebo jako proboszcz Wojtas
- 2002: Dwie miłości jako ksiądz
- 2000
  - Córka konsula jako wędkarz
  - Obscuratio jako mężczyzna z szafą
- 1996: Panna Nikt
- 1995
  - Grający z talerza jako konduktor
  - Szabla od komendanta jako Marusik
  - Nachste woche ist friend jako Reitzenstein
- 1994: Cudowne miejsce jako kościelny Balcerek
- 1993
  - Magneto w Autrement jako pułkownik
  - Jańcio Wodnik jako Socha
- 1992: Pograbek jako Stasina, mąż Julki
- 1990
  - Pogrzeb kartofla jako geometra Franuś
  - Ucieczka z kina „Wolność” jako asystent sekretarza KW
  - Zabić na końcu
- 1988: Powrót do Polski jako ksiądz Stanisław Adamski
- 1986: Tango z kaszlem

Seriale
- 2011: Głęboka woda jako Władysław odcinek: 8
- 2009–2010: Plebania jako Teodor odcinki: 1241, 1242, 1244, 1250, 1251, 1258, 1260, 1300, 1506, 1507, 1512
- 2006–2007: Dwie strony medalu jako sklepikarz Stanisław odcinki: 12, 77, 84, 85, 93
- 2006–2008, 2011: Pierwsza miłość jako ksiądz Ludwik
- 2005: Boża podszewka II jako stary Niemiec odcinek: 5
- 2004: Fala zbrodni jako stary Waśko odcinek: 19
- 2003: Psie serce jako ksiądz odcinek: Tungo
- 2000: Świat według Kiepskich jako ksiądz odcinek: 63
- 1986: Na kłopoty… Bednarski jako Holtz
- 1979: W słońcu i w deszczu